# 美国众议院权杖

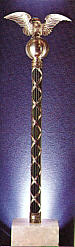
美国众议院权杖

美国众议院权杖（英語：Mace of the United States House of Representatives）是美国聯邦政府最古老的象征之一。

## 歷史
在众议院一项最早的决议当中，第一届联邦国会中的众议院在1789年4月14日，设立了警卫官办公室。首位众议院议长弗德里克·穆朗伯格（Frederick Muhlenberg），同意将权杖作为警卫官执行职务的恰当象征。
现在使用的权杖自1842年12月1日开始使用。它是由纽约的一名银匠威廉·亚当斯制作的，价值400美元，以替代因为1812年战争，在1814年8月24日国会大厦大火中被摧毁的第一支权杖。在新权杖使用前，众议院用一支设计简单的木权杖代替。

## 設計
权杖的设计灵感来自一种棒狀古代兵器，以及古罗马象徵權力的束棒。权杖长度为46英寸（116.8），由13根乌木棒组成，代表联邦最初的13个州。这13根木棒由银线交错束成。束棒顶端是一个银球，银球上是一只精心铸造的实心银鹰。

## 使用
在眾議院日常會期中，警衛官會手持美國眾議院權杖，帶領議長走上議席。在眾議院會議進行期間，權杖會被安放在議長右邊的一個基座上。當眾議院會議變為眾議院審議国情咨文全體委員會時，警衛官會將權杖移至較低位置，基本離開大眾視線。根據眾議院議事規則，當議員偶然間行為失控時，警衛官會根據議長命令，從基座上拿起權杖，向該議員展示，以恢復秩序。